# Phialocephala dimorphospora
Phialocephala dimorphospora är en svampart som beskrevs av W.B. Kendr. 1961. Phialocephala dimorphospora ingår i släktet Phialocephala och familjen Vibrisseaceae.   Inga underarter finns listade i Catalogue of Life.